# Вулиця Пилипчука (Хмельницький)
Ву́лиця Пилипчука́ розташована у центральній частині міста, пролягає від вул. Володимирської до містечка міської лікарні.

## Історія
Прокладена згідно з планом забудови міста від 1888 р., першу назву отримала від напрямку до залізничного вокзалу — вул. Мала Вокзальна (на відміну від Великої Вокзальної, нині — Шевченка). Вулиця не доходила до вокзалу та закінчувалася, впираючись у величезний пустир, на якому на рубежі XIX—XX ст. розкинулась головна торгівельна площа міста (нині забудована корпусами міської лікарні та житловими будинками). Тому не дивно, що, маючи таке «тупикове» завершення, Малу Вокзальну серед народу називали Глухою. Вздовж вулиці були наділені ділянки, які наприкінці XIX — поч. XX ст. активно брали під забудову представники середнього класу проскурівчан.
У перші роки радянської влади вулицю перейменували на Робсільміліції. Така назва важко приживалася, і тому в 1946 р. все-таки офіційно затвердили «народну» назву — вул. Глуха. У 1960-х рр. вулиця отримала ім'я Жданова. В 1989 р. відповідно до постанови «Про скасування правових актів, пов'язаних з увічненням пам'яті А. Жданова», вулицю перейменували на честь В. Пилипчука.

## Пам'ятки архітектури
- Пилипчука, 1 Будинок Миколи Сікори

- Пилипчука, 3 Одноповерховий особняк з елементами неоготики

- Пилипчука, 5 Одноповерховий особняк поч. XX ст. Дивом збереглися двері з фігурами левів, різьбленням.

- Пилипчука, 49. Народний дім Товариства «Просвіта». Розташований в одноповерховому будинку, спорудженому в 1898 р. Свою діяльність «Народний дім» міського Товариства української мови ім. Шевченка «Просвіта» розпочав 14 жовтня 1992 р. Перед входом височить пам'ятна стела на честь 15-ї річниці дружби Хмельницького з американським містом Модесто.

- Пилипчука, 51 Двоповерховий будинок в «цегляному стилі».

- Пилипчука, 65 Одноповерховий особняк, нині в ньому розташована військова прокуратура

## Галерея

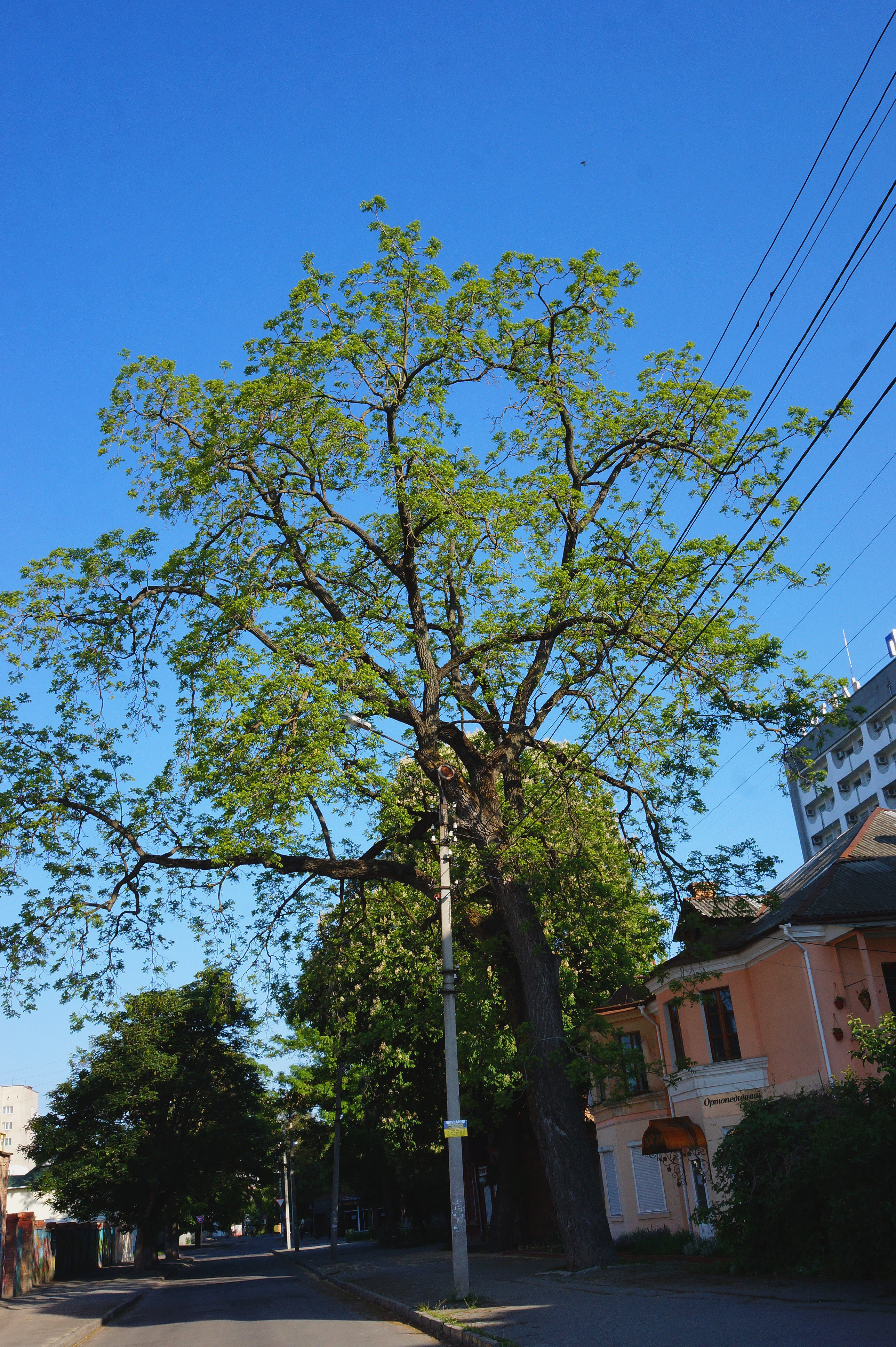
Чорний горіх
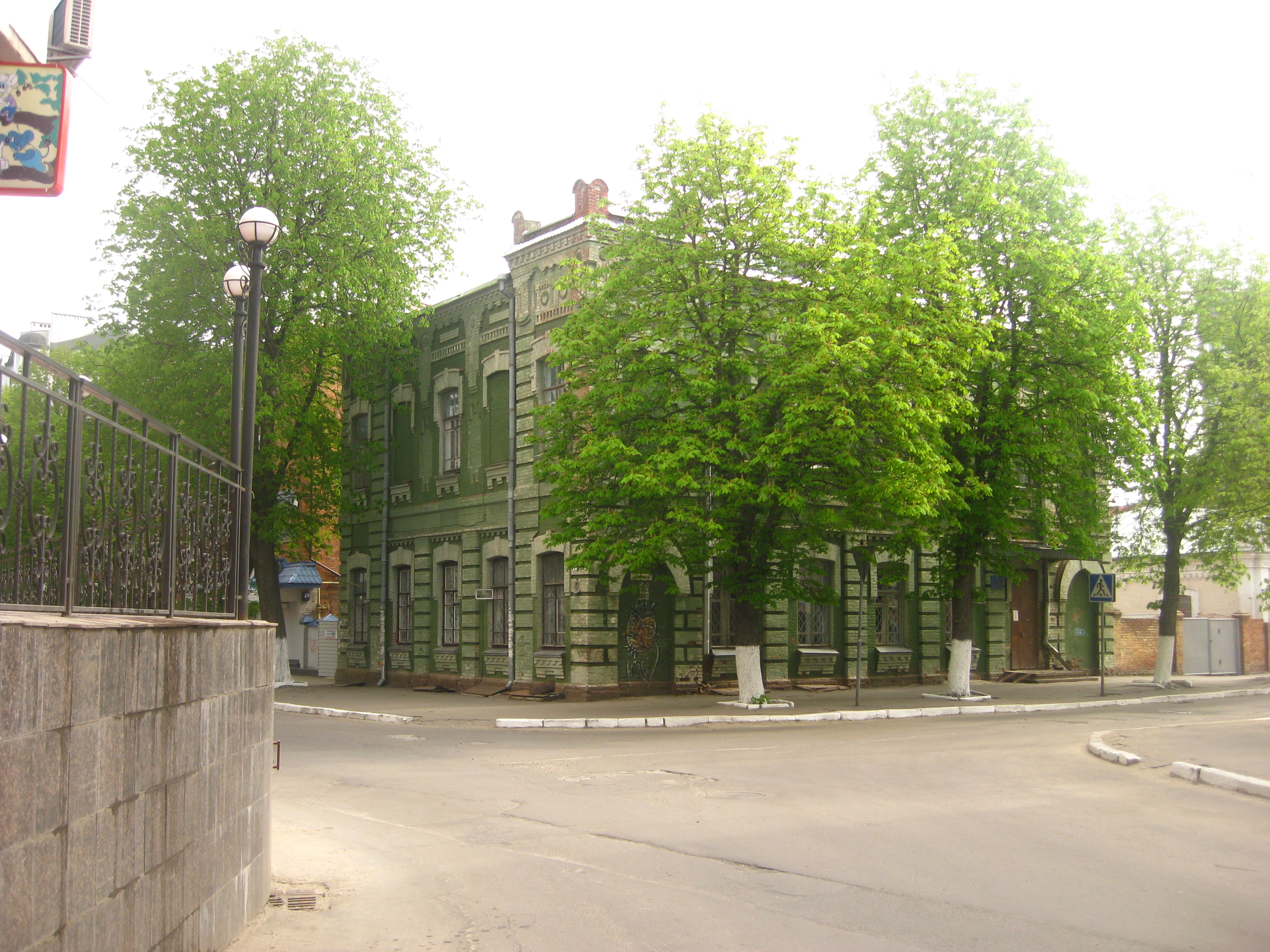
Будинок Миколи Сікори
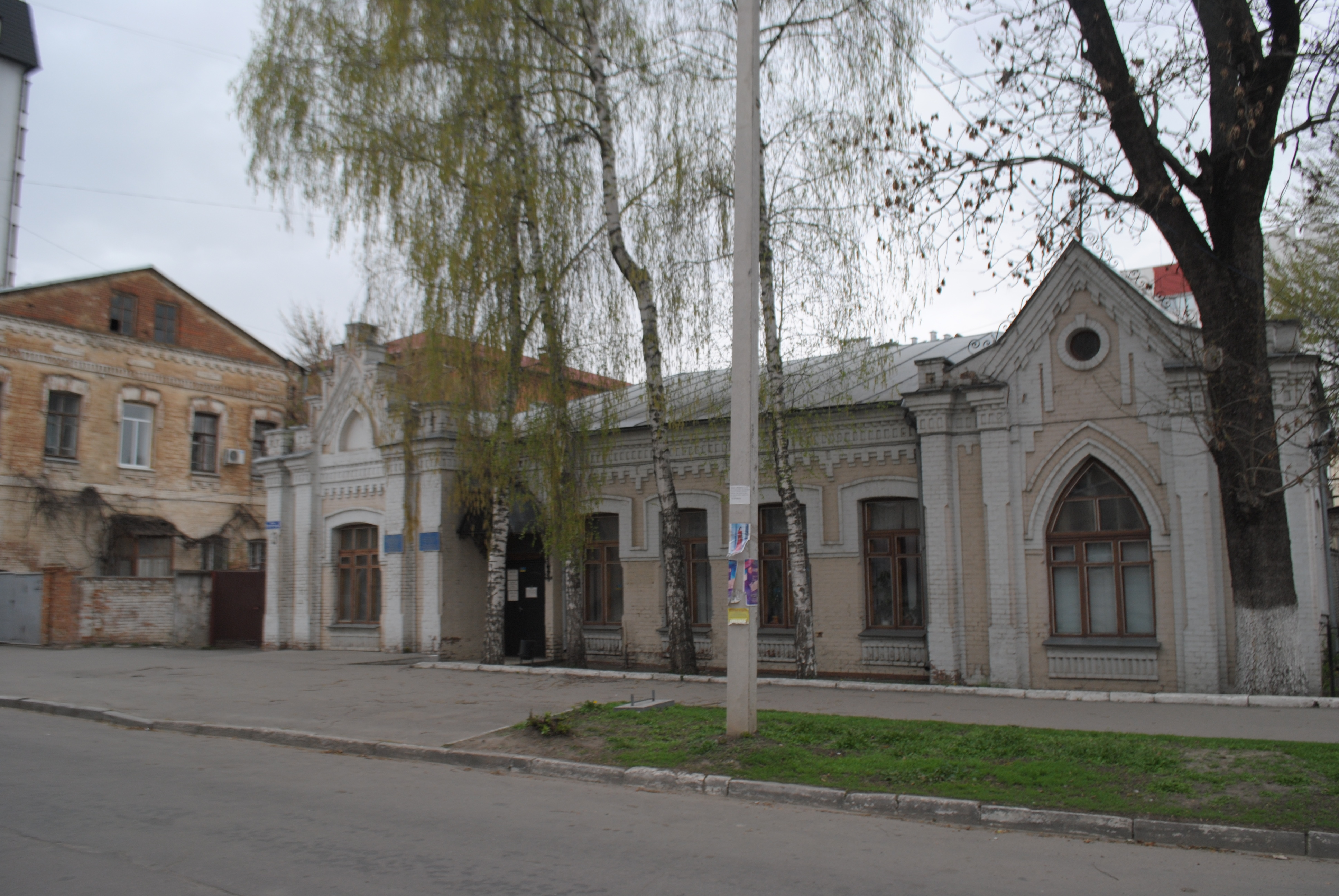
Пилипчука, 3
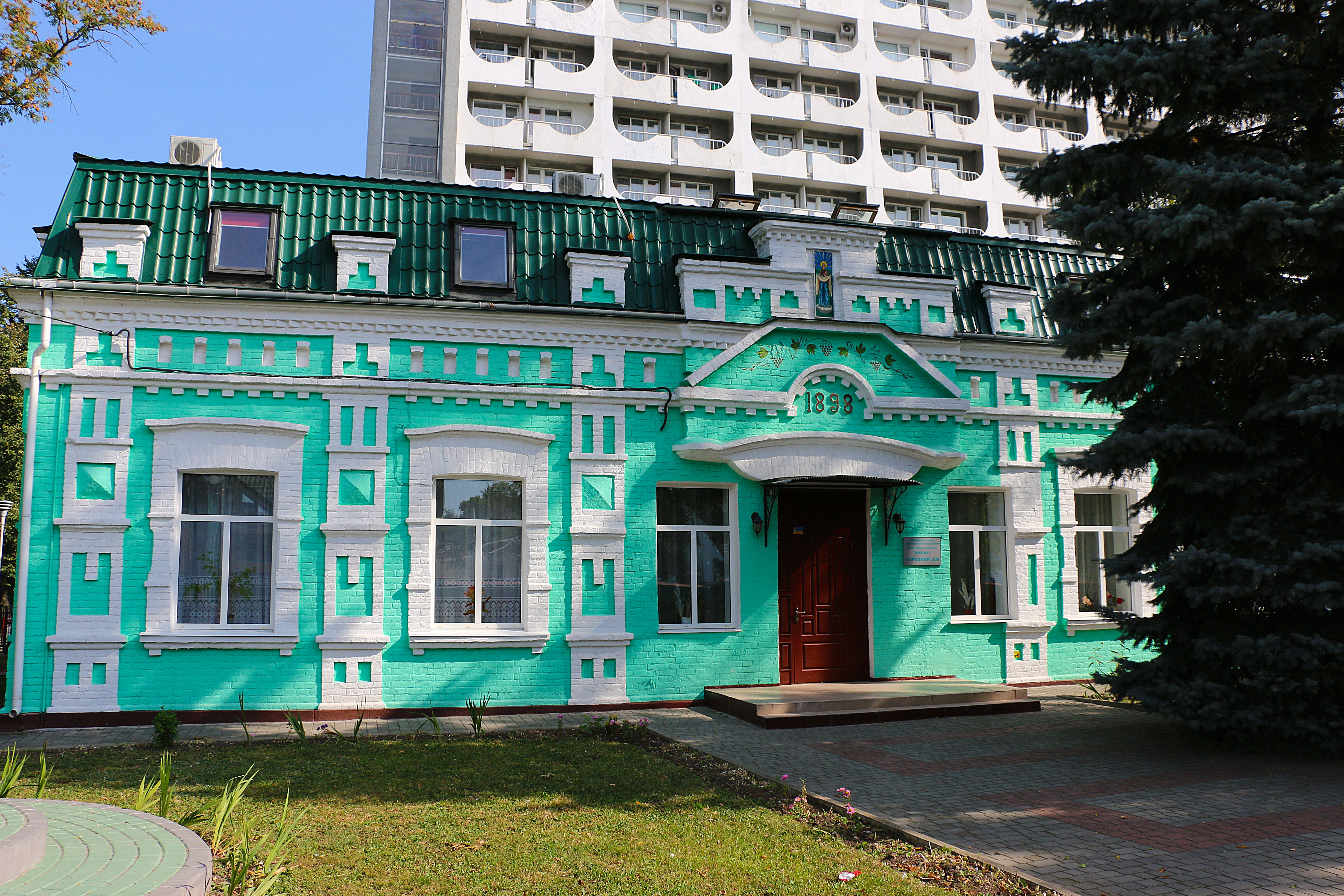
Пилипчука, 49
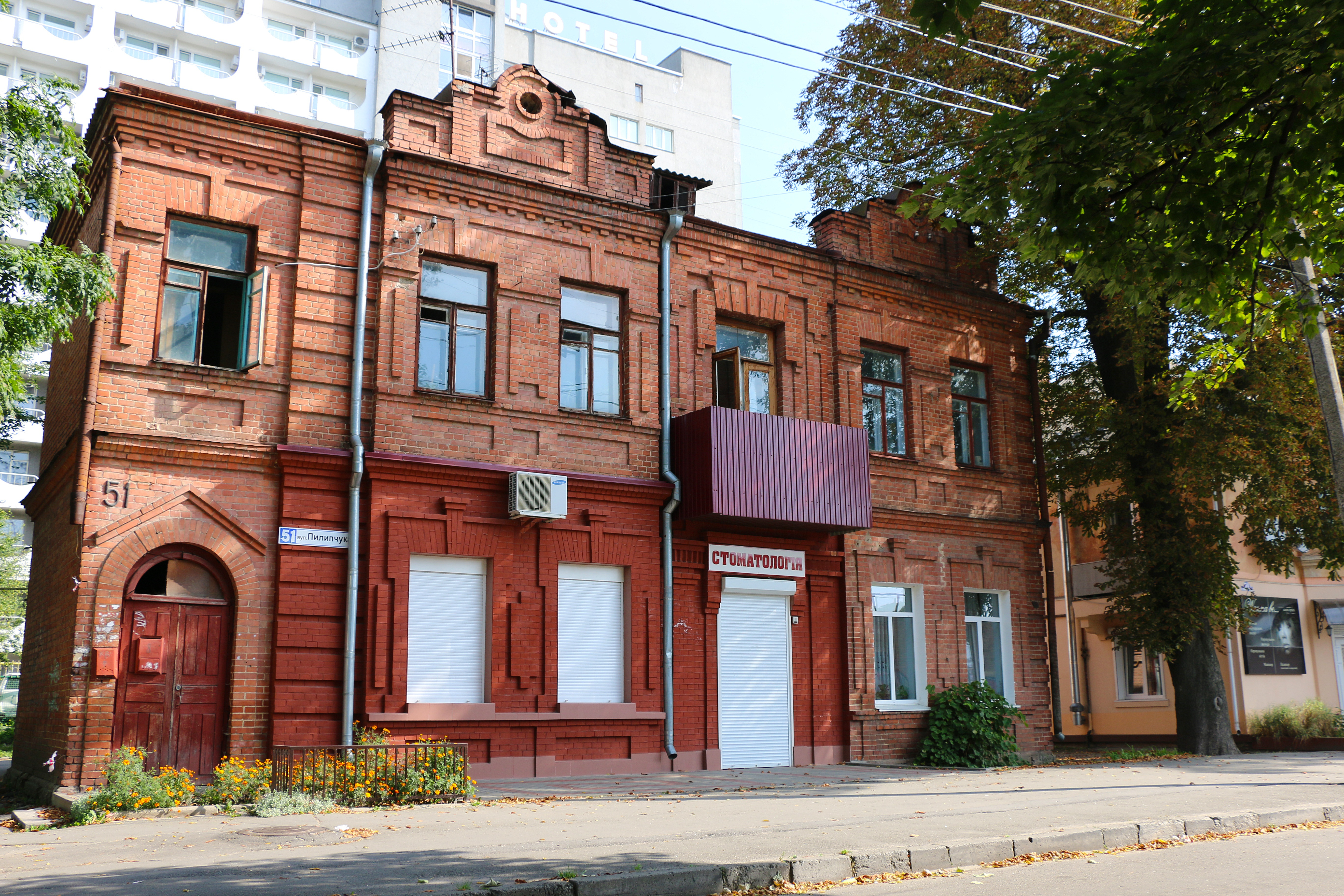
Пилипчука, 51
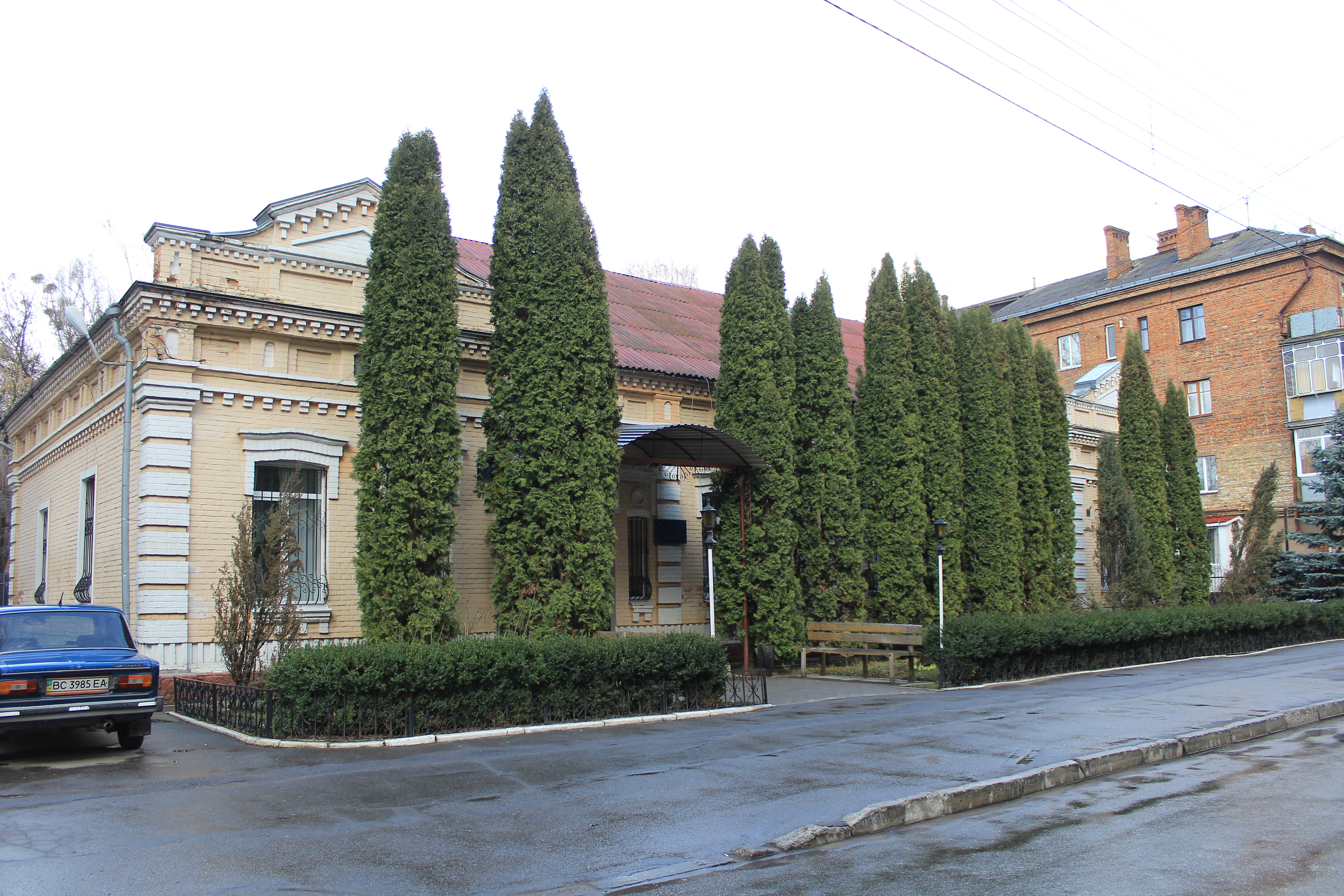
Пилипчука, 65